# Mosteiro de Refóios do Lima

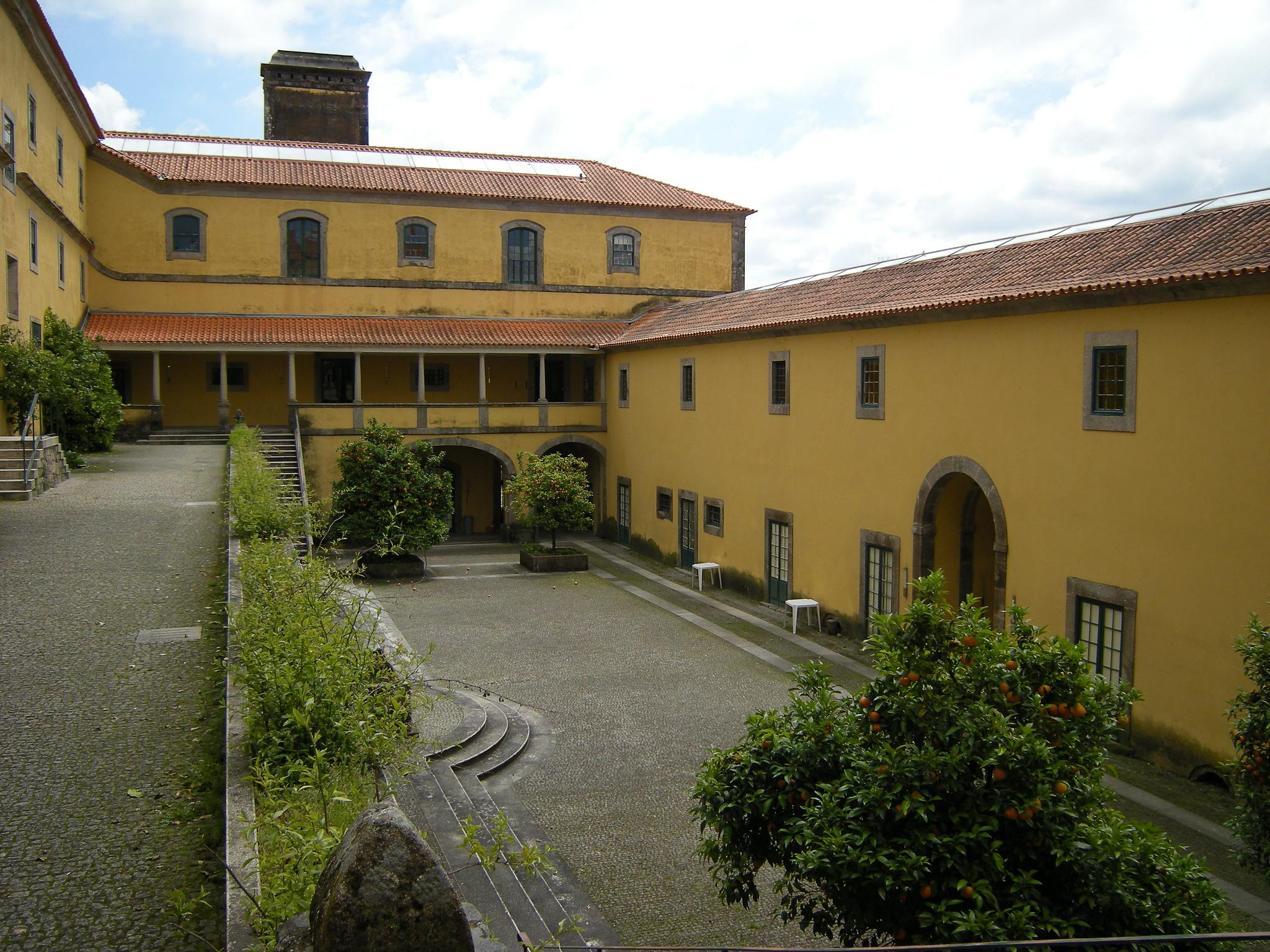
Klostret Mosteiro de Santa Maria de Refóios do Lima.

Mosteiro de Santa Maria de Refóios do Lima är ett kloster i Refóios do Lima i Portugal. Det hade tidigare tillhört augustinerorden men övertogs sedan av benediktinorden, till dess klostret stängdes 1834. Byggnaden, klassad som ”byggnad av allmänt intresse”, uppvisar en stor variation i arkitektoniska stilar, från renässans till nyklassisism och också rokoko, reflekterar de olika epoker då klostret blev ombyggt och utbyggt. Huvudaltaret i kyrkan har ett magnifikt renässansaltare och rikt skulpterade sidoaltaren. Den sista stora ombyggnaden genomfördes på 1700-talet. Idag rymmer byggnaderna en lantbruksskola för högre utbildning (Escola Superior Agrária) som hör till Polytekniska institutet i Viana do Castelo.

## Historia
Klostret i Refóios do Lima är en byggnad med en yta på cirka 10 000 kvadratmeter, grundat på 1100-talet av Alfons Ansemondes, en rik feodalherre vars ägor låg i närheten. Hans son och arvinge Mendo Alfons skänkte klostret till benediktinorden, som deras tillgångar och erhöll från Alfons I av Portugal
förmånen att bilda en couto. Under efterföljande århundradena erhöll klostret stora privilegier, och placerades utanför den portugisiska biskopsjurisdiktion och lydde direkt under den Heliga stolen, genom ett beslut av påven Hadrianus IV, senare bekräftat av påven Alexander III. År 1564 övergick klostret i augustinerordens ägo och kom att utgöra ett annex till Heliga Korsets kloster i Coimbra.

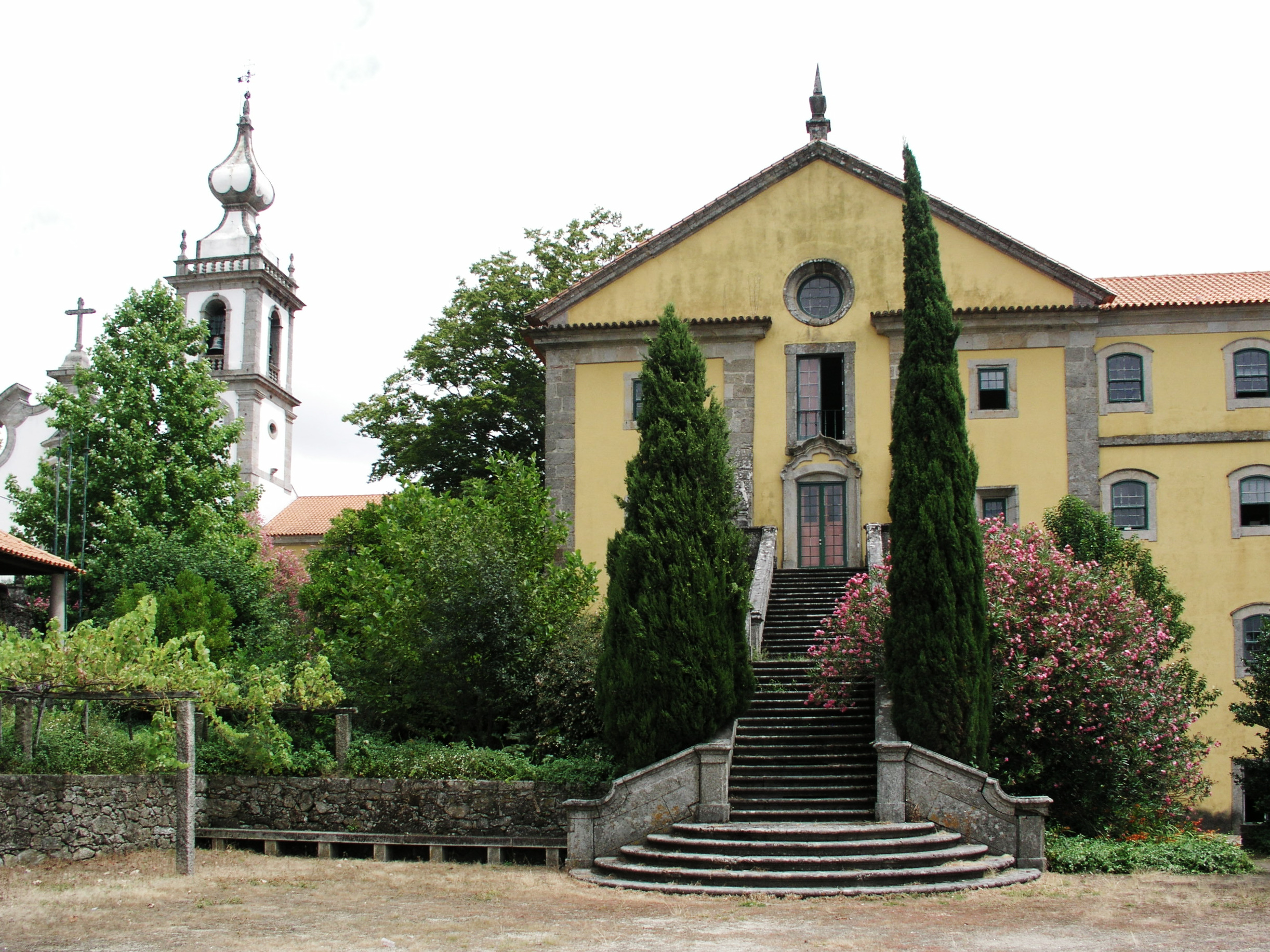
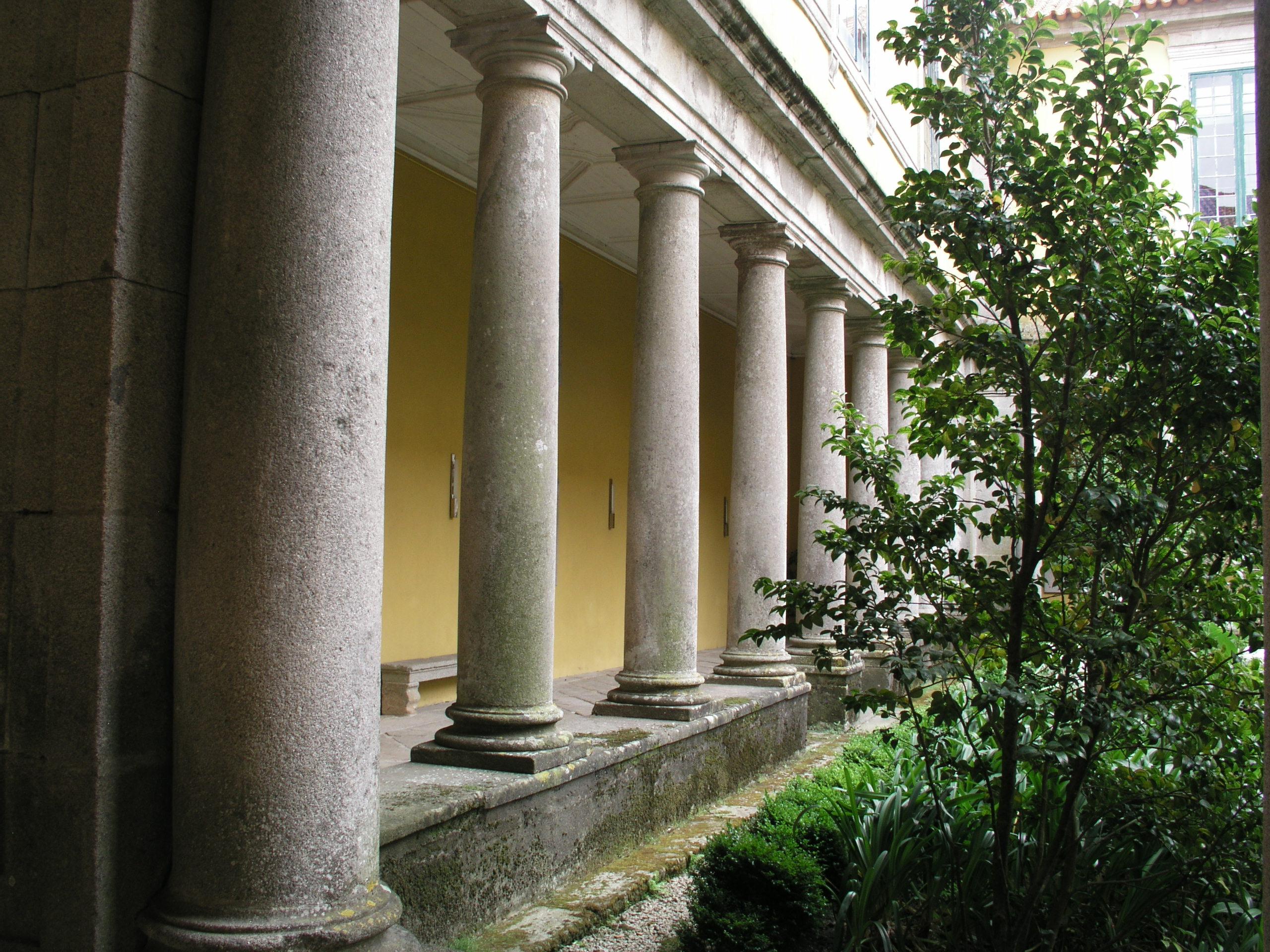
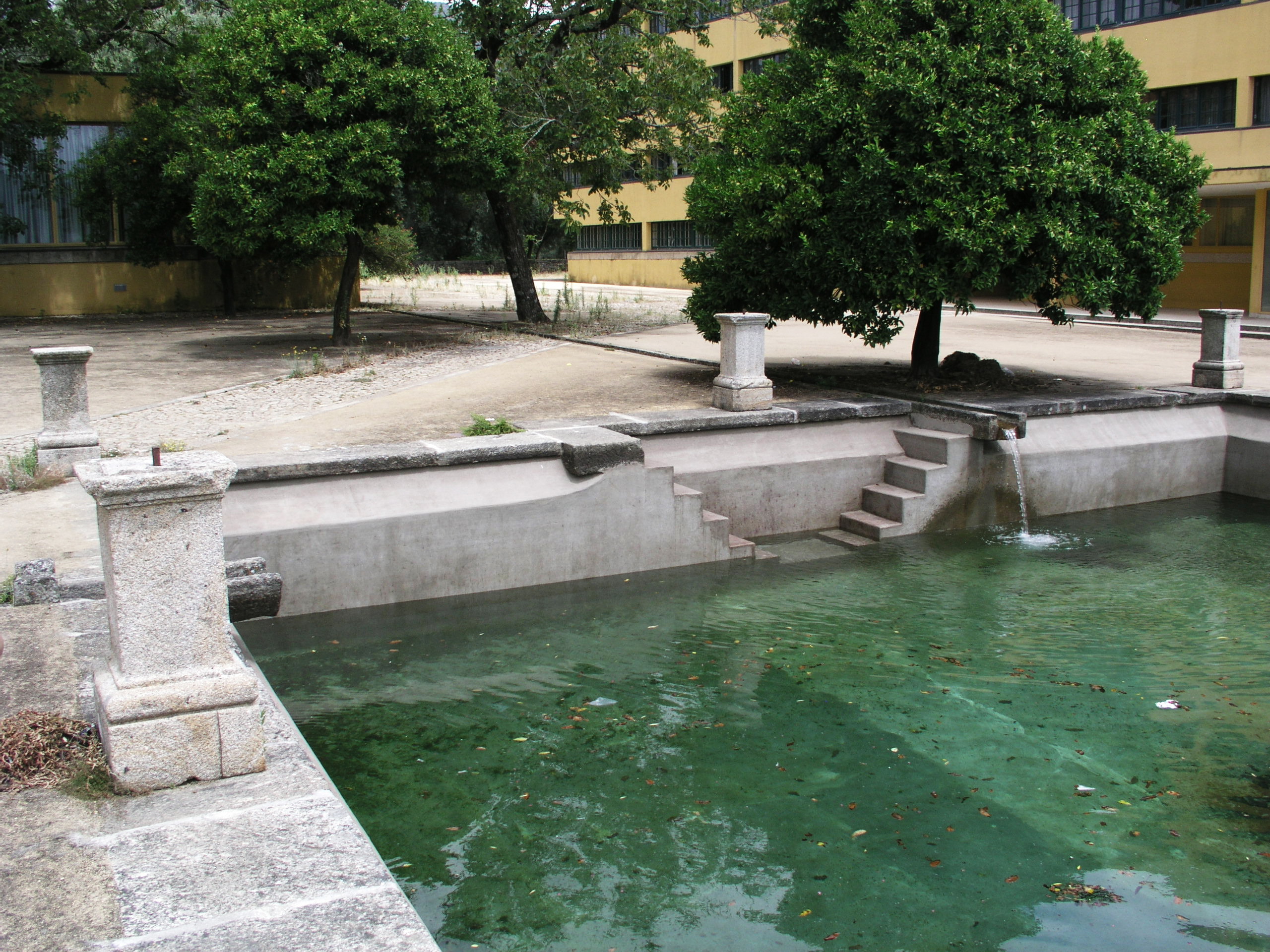
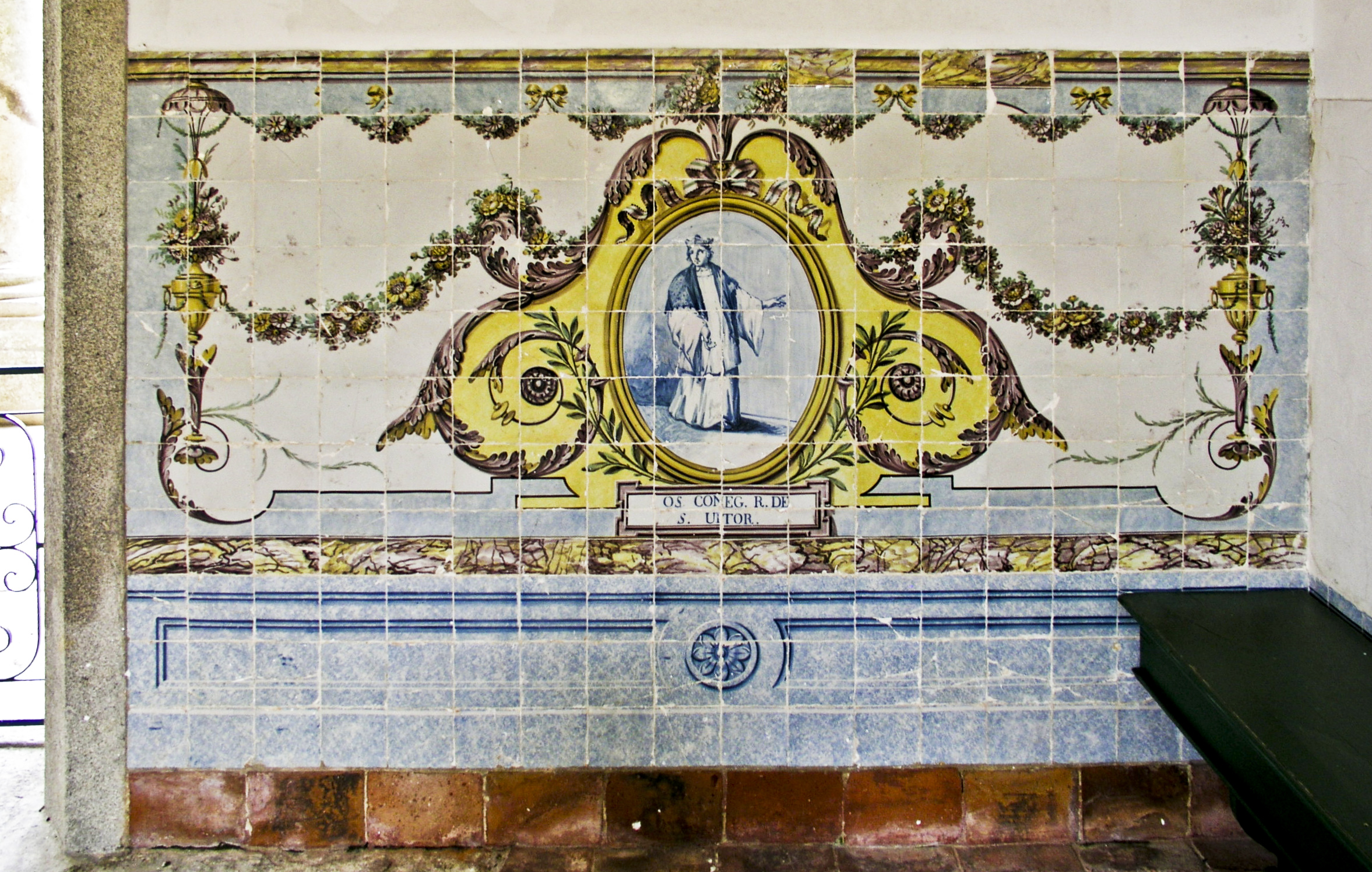

Den här artikeln är helt eller delvis baserad på material från portugisiskspråkiga Wikipedia, Mosteiro de Refóios do Lima, 10 november 2010.